# Alles Leben ist Kampf
Alles Leben ist Kampf (lett.Tutta la vita è battaglia) è un cortometraggio di propaganda nazionalsocialista prodotto nel 1937, diretto da Herbert Gerdes e W. Hüttig.

## Trama
Tramite riprese sia di scene della vita animale che della società umana, vengono esaltate le tesi del darwinismo sociale promulgato dal NSDAP; in particolar modo si scaglia contro i disabili e afferma la necessità di un emendamento che prevenga la trasmissione di malattie ereditarie tramite sterilizzazione. È presente anche un incitamento ai tedeschi ritenuti fisicamente e psicologicamente sani, affinché prolifichino per evitare la scomparsa del proprio popolo.

## Produzione
È una delle sei pellicole di propaganda prodotte tra il 1935 e il 1937 dal Rassenpolitisches Amt, l'Ufficio di Amministrazione Razziale, il cui scopo era di demonizzare tutti gli abitanti della Germania ritenuti affetti da malattie mentali e ritardi mentali.
Il film segue lo stesso soggetto di Erbkrank, realizzato un anno prima dai medesimi produttori e registi.